# Hindi
Het Hindi (हिन्दी) is een Indo-Arische taal die voornamelijk in India wordt gesproken. Het is een gestandaardiseerde variant van het Hindoestani. Het is een van de twee nationale officiële talen van India en tevens een van de meest gesproken talen ter wereld. De grammatica stamt vooral uit het Sanskriet.

## Status
Het Hindi is de primaire officiële taal van India en wordt in een groot deel van het noorden van dat land gesproken, ook als lingua franca. Het is de officiële taal of een van de officiële talen van de staten Bihar, Chhattisgarh, Haryana, Himachal Pradesh, Jharkhand, Madhya Pradesh, Rajasthan, Uttarakhand en Uttar Pradesh. Daarnaast ook van Delhi en de unieterritoria de Andamanen en Nicobaren en Chandigarh.
In het zuiden van India, waar Dravidische talen worden gesproken (die dus volstrekt niet verwant zijn aan de Indo-Europese Indo-Arische talen in het noorden) heeft de taal niet de status van een lingua franca.

## Schrift
Het Hindi wordt zuiver fonetisch geschreven in het Devanagari, net als het Sanskriet en Nepalees. Hindi stamt af van diverse Prakrits en is uiteindelijk verwant aan het Sanskriet, maar heeft het stelsel van naamvallen van deze taal goeddeels verloren. De officiële standaard - de zogenaamde kharî bolî: "rechtopstaande spraak" - baseert neologismen op het Sanskriet.

## Dubbele oorsprong
Doordat het Hindi zowel Sanskriet- als Perzo-Arabische wortels heeft, zijn er voor de meeste begrippen verschillende woorden afkomstig van de verschillende bronnen. Zo kan men voor boek het woord kitāb gebruiken, identiek aan het woord in het Arabisch, ofwel pustak, dat van Sanskriet-oorsprong is.

## Beleefdheidsvormen
India is een sterk hiërarchische samenleving en dit uit zich in de taal. Het Hindi kent in de tweede persoon drie niveaus van beleefdheid in de persoonlijke voornaamwoorden. Tu gebruikt men alleen in een sterke neerwaartse gezagsrelatie, zoals van een volwassene naar een klein kind, of bij grote intimiteit, zoals in een gebed naar God. Tum gebruikt men bij gelijke relaties, zoals bijvoorbeeld met collega's. Aap is het Hindi-equivalent van het Nederlandse U, een formele aanspreking.

## Grammatica

### Geslachten
Hindi kent, net als bijvoorbeeld het Frans, twee geslachten: mannelijk en vrouwelijk. De kenmerkende klinker voor mannelijke woorden in het enkelvoud is de a, voor vrouwelijke woorden is dit i. Voorbeeld: larkā is jongen, larkī is meisje. In het meervoud zijn de kenmerkende klinkers e voor mannelijk en i voor vrouwelijk: larke is jongens, larkiyan is meisjes. Er zijn ook woorden die deze kenmerkende uitgang niet hebben, dan wel uitzonderingen zijn. Zo betekent ādmī man en betekent mātā moeder.
Het Hindi maakt in de persoonlijke voornaamwoorden geen onderscheid tussen mannelijk en vrouwelijk. In het bijzonder kan in de derde persoon voh zowel hij als zij aanduiden. Het onderscheid moet dan duidelijk zijn uit de werkwoordsvorm, een ander geslachtsafhankelijk element in de zin, of uit de context.

### Enkelvoud en meervoud
Het Hindi kent een enkelvoud en meervoud, zoals de meeste talen. Er is geen dualis zoals in het Arabisch.

### Geen lidwoorden
Het Hindi kent geen lidwoorden. Het woord larkâ kan zowel een jongen als de jongen aanduiden. Soms gebruikt men om het onbepaalde karakter expliciet aan te geven het woord ek, Hindi voor één: ek larkâ: een jongen. Het bepaalde karakter kan men dan soms weer benadrukken met het achterzetsel ko: maine larke ko dekha kan alleen maar ik zag de jongen en niet ik zag een jongen betekenen.

### Achterzetsels
Een bijzonderheid van het Hindi is dat het geen voorzetsels kent, maar achterzetsels. Voorbeeld: in een kamer is kamre men, waarbij men het achterzetsel is dat in betekent.

### Naamvallen
Het Hindi kent drie naamvallen:
- een neutrale naamval, te vergelijken met de nominatief
- een altijd door een achterzetsel geregeerde naamval, de obliquus
- een zeldzaam voorkomende vocatief

Een aantal voorbeelden:
- Een/de jongen zegt: larkâ kahtâ hai (neutraal)
- Een/de jongen zei: larke ne kahâ (larke geregeerd door ne: obliquus)
- Mijn naam: merâ nâm (neutraal)
- Voor mij: mere liye (mere bevat impliciet het achterzetsel ke: obliquus)

Zie apart artikel obliquus in het Hindi.

### Samengestelde werkwoorden
Verder wordt de taal gekenmerkt door het veelvuldig gebruik van samengestelde werkwoorden. Zo bestaat de tegenwoordige tijd van ieder werkwoord uit een tegenwoordig deelwoord en een persoonsvorm van het werkwoord hona (zijn).
- Spreken: bolnâ
- De jongen spreekt: larkâ boltâ hai
- Het meisje spreekt: larkî boltî hai

### Ne-constructie
Bij het vormen van de verleden tijd is er voor transitieve werkwoorden een speciale constructie: de ne-constructie. De constructie is genoemd naar het achterzetsel ne, dat niet letterlijk naar het Nederlands te vertalen is. Het bijzondere en voor Nederlandstaligen moeilijke aspect van de ne-constructie is dat de werkwoorden zich vervoegen, in geslacht en getal, naar wat in de Nederlandse zin het lijdend voorwerp zou zijn en niet naar het onderwerp. Voorbeeld: maine samose khāye: ik heb samosa's gegeten: het werkwoord khāye ontleent de uitgang e aan samose en dit onafhankelijk van het onderwerp.

### Passieve constructies
Veel constructies in het Hindi hebben vanwege hun verwevenheid met de Hindoecultuur een passief karakter, in de zin dat de persoon of de zaak waar het om draait, iets ondergaat eerder dan een actieve rol speelt. Het Nederlandse hij heeft koorts is in het Hindi usko bukhār hai, wat letterlijk aan hem is koorts betekent.
Deze constructie, die kenmerkend is voor Turkse talen kan ook verband houden met de onderbelichte rol van deze Turkse talen bij de evolutie van het Hindoestaans. De hedendaagse Moslimvariant, Urdu, dankt zijn naam aan het feit dat het een "kazernetaal" was ten tijde van de (Turkse) Mogols. Urdu is afgeleid van het Turkse ordu, dat "leger" betekent.

## Hindi in de wereld
Dankzij de Indiase emigranten is het Hindi in de wereld verspreid geraakt. Zo spreekt men een variant van de taal in Suriname, het Sarnami Hindoestani, op Fiji spreekt men Fijisch-Hindoestani en men spreekt ook een variant op Mauritius.
Hindoestaans is een mix van Hindi en Nederlands. Opdat Hindi bewaard zou blijven in Nederland, onderricht de Stichting Hindoe-Onderwijs de taal in de shrivishnus-, shrikrishna-, shrilakshmi-, shriganesha- en shrisaraswatischool.

### Hindi media
- Sanmarg is een Hindi-krant in India, uitgegeven in Calcutta, Varanasi, Bhubaneswar en Ranchi.

## Hindi en Urdu
Het Hindi en het Urdu zijn zeer aan elkaar verwant en velen beschouwen het daarom ook als dezelfde taal. Urdu, de nationale taal van Pakistan, wordt echter in een afgeleide vorm van het Arabische alfabet geschreven en kent veel meer Arabische en Perzische leenwoorden. Hoewel Urdu en Hindi onderling geheel begrijpelijk zijn, hechten Indiërs en Pakistanen eraan ze als verschillende talen te beschouwen, hoewel het dezelfde oorsprong, het Hindoestani heeft .